# Jérôme Clavier
Jérôme Clavier (Francia, 3 de mayo de 1983) es un atleta francés especializado en la prueba de salto con pértiga, en la que consiguió ser subcampeón europeo en pista cubierta en 2011.

## Carrera deportiva
En el Campeonato Europeo de Atletismo en Pista Cubierta de 2011 ganó la medalla de plata en el salto con pértiga, con un salto por encima de 5.76 metros, tras su compatriota Renaud Lavillenie (oro con 6.03 metros que fue récord de los campeonatos) y por delante del alemán Malte Mohr.